# Bosenský vilájet
Bosenský vilájet (event. Vilájet Bosna, srbochorvatsky Vilajet Bosna, turecky Vilâyet-i Bosna) byla mezi lety 1867 a 1878 vyšší správní jednotka osmanské říše na území Bosny a Hercegoviny. V jejím čele stál valí či paša (bosensky valija, paša).
Vilájet vznikl roku 1867 transformací Bosenského ejáletu. Roku 1878 byl vojensky zabrán Rakousko-Uherskem.

## Historie
Za působení valího Šerifa Osman-paši v Bosně byla zahájena celá řada stavebních projektů. Vedle moderní dopravní a informační infrastruktury (telegraf na lince Sarajevo–Travnik–Banja Luka–Gradiška zprovozněn 1866) se nebývale rozvinul obchod a služby v této periferní oblasti osmanské říše. V Sarajevu byl tehdy například postaven místodržitelský palác (1869), známý jako Konak, pivovar (1864), otevřena nemocnice (1866), tiskárna (1866) a několik světsky zaměřených škol.

## Územní členění
Vilájet se skládal z řady správních jednotek, sandžaků či liv a o úroveň nižších kaz:
- Liva Banja Luka (správním centrem Banja Luka); kaza Banjaluka, Gradiška, Derventa, Tešanj a Žepče
- Liva Bihać (správním centrem Bihać); Bihać, Petrovac, Ostrožac (se sídlem v Cazinu), Kostajnica, Stari Majdan, Prijedor, Krupa a Ključ
- Liva Novi Pazar, také znám jako Novopazarský sandžak (správním centrem Novi Pazar, od 1877 součástí nového Kosovského vilájetu); Novi Pazar, Sjenica, Pljevlja (Taslidža), Nova Varoš, Prijepolje, Bijelo Polje (Ak-ova), Mitrovica (Mitorviçacik), Berane, Kolašin a Trgovište
- Liva Mostar, kolokviálně Hercegovina (správním centrem Mostar, v době povstání 1875–1877 se vyčlenil Gacký sandžak s centrem v Gacku); Mostar, Nevesinje, Trebinje, Stolac, Bileća, Nikšić, Gacko, Foča, Konjic, Ljubuški a Piva
- Liva Travnik (správním centrem Travnik); kaza Travnik, Jajce, Prusac (později centrem Donji Vakuf), Glamoč, Duvno a Livno
- Liva Sarajevo (správním centrem Sarajevo); kaza Sarajevo, Fojnica, Visoko, Kladanj, Rogatica, Višegrad a Čajniče
- Liva Zvornik (správním centrem Donja Tuzla); Donja Tuzla, Gradačac, Brčko, Bijeljina, Zvornik, Srebrenica, Vlasenica (Birče), Maglaj a Gračanica

## Valí
- 1861–1869 Topal Šerif Osman-paša (Topal Osman Şerif Paşa)
- 1869–1869 Omer Fevzi-paša (Ömer Fevzi Paşa)
- 1869–1869 Topal Šerif Osman-paša (Topal Osman Şerif Paşa)
- 1869–1871 Tatarin Safvet-paša (Tatar Safvet Paşa)
- 1871–1871 Arnaut Mehmed Akif-paša (Arnavut Mehmed Akif Paşa)
- 1871–1872 Mehmed Asim-paša (Asım Mehmed Paşa)
- 1872–1872 Mehmed Rašid-paša (Mehmed Raşid Paşa)
- 1872–1873 Mustafa Asim-paša (Giritli Mustafa Asım Paşa)
- 1873–1874 Arnaut Mehmed Akif-paša (Arnavut Mehmed Akif Paşa)
- 1874–1875 Lovčanin Derviš Ibrahim-paša (Lofçalı Derviş İbrahim Paşa)
- 1875–1875 Ahmed Hamdi-paša (Ahmet Hamdi Paşa)
- 1875–1876 Čerkez Reuf-paša (Çerkes Mehmed Rauf Paşa)
- 1876–1877 Jenišehirli Ibrahim-paša (Yenişehirli İbrahim Bey)
- 1877–1877 Mehmed Nazif-paša (Mehmed Nazif Paşa)
- 1877–1878 Ahmed Mahzar-paša (Ahmed Mazhar Paşa)
- 1878–1878 Hafiz Ahmed-paša (Hafız Ahmed Paşa)